# Herb Czerska
Herb Czerska – jeden z symboli miasta Czersk i gminy Czersk w postaci herbu.

## Wygląd i symbolika
Herb przedstawia na tarczy dwudzielnej w pas: w polu górnym, srebrnym, trzy zielone świerki, w polu dolnym, błękitnym, trzy srebrne grzbiety fal. Na przecięciu obu pól czarne koło młyńskie oraz po bokach dwa czarne elementy zapory. 

## Historia
1 lipca 1926 Czersk uzyskał prawa miejskie. Herb został zaprojektowany w 1925 roku na wniosek Rady Gminy.